# Dolichocis indistinctus
Dolichocis indistinctus es una especie de coleóptero de la familia Ciidae.

## Distribución geográfica
Habita en América del Norte.